# 東亜プラン
株式会社東亜プラン（とうあプラン、TOAPLAN Co., Ltd.）
1. 1984年から1994年にかけて、主に業務用のシューティングゲームを中心に開発していた日本の会社。東京都杉並区清水に本社を置いていた。また開発部が東京都豊島区池袋や、新宿区新宿3丁目に置かれていた事もある。
2. 2001年にアリーナ株式会社として設立、2011年11月、現社名に変更した日本の企業。本社は東京都新宿区大久保。1.の元社長である林泰三が代表取締役を務める。後述サウンドトラックに旧社名での(c)表示がある。

本項目では主に1.について記述する（現在の東亜プランについて言及する場合は「東亜プラン（新）」とする）。

## 概要
オルカ倒産後に在籍していたソフトチームがクラックスを設立。そのクラックスが経営難を理由に再び倒産し、一部スタッフがアーケードゲームの販売代理店だった東亜企画に移り、ゲームソフト部門を作ったのが東亜プラン誕生のきっかけだと言われている。東亜企画自体は1979年4月に設立。当初の代表取締役社長は清本吉行で、1992年に退任し、コメットの林泰三が社長を兼務することになった。
マンションの一室でゲーム開発という環境からの再スタート、初期はタイトーを中心に他メーカーの下請けとしてゲームを製作していた。『究極タイガー』の成功により知名度が上がり、開発環境が整うと『ヘルファイヤー』を境に自社ブランドでの発売も行うようになった。なお流通については、引き続きタイトーが販売していた。
『タイガーヘリ』や『飛翔鮫』等の、「フライングタイガースシリーズ」と呼ばれる一連の作品で縦スクロールシューティングの基礎を築いた。やがてシューティングブームの到来によって『達人王』等の、高難易度をアピールした作品を次々と製作し、シューティングゲームの高難度ブームを誘発。しかしこれが一般プレイヤーの減少を起こす一因となった。
末期には『BATSUGUN』や、お家芸とも言えたシューティングゲーム一辺倒からアクションゲームなどの作品をリリースするなど、初心者にも配慮された作品を製作した。しかし、ゲーム人気が対戦格闘ゲームに移りつつあった当時、市場に受け容れられたとは言い難かった。
1994年7月4日付けで破産。その後、主要なスタッフがケイブを設立し、『首領蜂』等アーケードゲームの製作を続けていた。またタクミコーポレーションやタムソフト、タイトー等に移ったスタッフもいる。
1990年代中頃から2000年代初頭にかけて消えていった数多くのアーケードゲームメーカーの代表格として、SNK、データイースト、コンパイル、彩京などとともによく取り上げられる。現在も多くのファンがいる。

### 知的財産権の管理状況について
東亜プラン倒産後、長らく知的財産権の所有者が不明となっており、この期間はゲームの移植や音楽のCD化は不可能だった。
2011年、TwitterおよびUSTREAMにて版権元が見つかった旨が報じられる。その後、同年11月には「東亜プラン」（新）に改名した企業がwebサイトを開設。同時期にはスーパースィープから東亜プランの資料関係を記録したデータファイルが付属する音楽CD「東亜プラン シューティングクロニクル」が販売された。
2017年5月、『TATSUJIN』のメインスタッフである弓削雅稔が代表取締役を務める「株式会社TATSUJIN」 が発足。この企業サイトには「東亜プラン（旧社のゲーム）タイトルを扱う事が可能」と記載している。翌2018年には、この「株式会社TATSUJIN」が協力する事により、別企業のゲーム『ゲーム天国 CruisinMix Special』に『TATSUJIN』の自機が登場した。以降は東亜プランのゲーム本編も他機種に移植されようになり、その場合は「ⒸTATSUJIN Co.Ltd.」と記されている。(Co.Ltd.は略されることが多い）クレジットに「東亜プラン」と表記されることは少ないが、原典として東亜プランが制作した作品であることは明記される。
2022年8月、スウェーデンのEmbracer Groupは株式会社TATSUJINを買収すると同時に、東亜プラン作品の版権も取得したことを発表している。ただし日本で以降に東亜プランの移植作品がリリースされた場合、クレジットは「ⒸTATSUJIN」表記が引き続き使われている。
2023年9月、株式会社TATSUJINにて『スノーブラザーズ ワンダーランド』、『TATSUJIN EXTREME』、『Amusement Arcade TOAPLAN』などのタイトルを発表した。

## 東亜プラン開発の主なアーケードゲーム
| GX/TP                    | 発売年     | 発売元                     | タイトル                                |
| ------------------------ | ---------- | -------------------------- | --------------------------------------- |
|                          | 1984年     | 東亜プラン                 | 雀王                                    |
|                          | 1985年     | 東亜プラン                 | 雀狂                                    |
|                          | 1985年4月  | データイースト             | パフォーマン                            |
| GX-511                   | 1985年10月 | タイトー                   | タイガーヘリ                            |
| GX-006                   | 1986年3月  | タイトー                   | ゲットスター                            |
| GX-006 8606 (rev)        | 1986年7月  | タイトー                   | スラップファイト                        |
| TP-007                   | 1987年3月  | タイトー                   | 飛翔鮫                                  |
| GX008                    | 1986年     | 東亜プラン                 | 麻雀シスターズ                          |
| TP-009                   | 1987年9月  | タイトー                   | ワードナの森                            |
| TP-010                   |            |                            |                                         |
| TP-011                   | 1987年11月 | タイトー                   | 究極タイガー                            |
| TP-012                   | 1988年5月  | タイトー                   | ダッシュ野郎                            |
| TP-013                   | 1988年10月 | タイトー                   | TATSUJIN                                |
| TP-014?                  | 1989年4月  | タイトー/東亜プラン        | ヘルファイヤー                          |
|                          | 1989年6月  | タイトー                   | 大旋風                                  |
| TP-015                   | 1989年10月 | ナムコ/東亜プラン          | ゼロウイング                            |
| TP-016                   | 1989年7月  | 東亜プラン                 | ホラーストーリー                        |
| MIN16-02                 | 1990年5月  | 東亜プラン                 | スノーブラザーズ                        |
| TP-017                   | 1989年12月 | テクモ/東亜プラン          | 鮫!鮫!鮫!                               |
| TP-018                   | 1990年8月  | テクモ/東亜プラン          | アウトゾーン                            |
| TP-019                   | 1991年6月  | テクモ/東亜プラン          | ヴィマナ                                |
| TP-020                   | 1991年6月  | テクモ/東亜プラン          | 洗脳ゲーム TEKI・PAKI                   |
| TP-020 + TP-025          | 1992年3月  | 東亜プラン                 | フーピー!!                              |
| TP-021                   | 1991年11月 | タイトー/東亜プラン        | ゴークス                                |
| TP-022                   | 1992年11月 | タイトー/東亜プラン        | ドギューン!!                            |
| TP-023                   | 1993年6月  | 東亜プラン                 | ナックルバッシュ                        |
| TP-024                   | 1992年6月  | タイトー/東亜プラン        | 達人王                                  |
| TP-025                   |            | 東亜プラン                 | フーピー!!                              |
| TP-026                   | 1992年7月  | タイトー/東亜プラン        | フィグゼイト -地獄の英雄伝説-           |
| TP-027                   | 1993年3月  | タイトー/東亜プラン        | ヴイ・ファイヴ                          |
| TP-028? (仕様書: GX.028) | 1994年     | 東亜プラン (title)         | 幻界超戦デストピア（未発売）            |
| TP-02(9?)                | 1993年     | 東亜プラン (title)         | DT7（未発売）                           |
| TP-030                   | 1993年12月 | タイトー/東亜プラン        | BATSUGUN                                |
| TP-031                   | 1993年11月 | タイトー/タカラ/東亜プラン | うそ発見機ゲームえんま大王              |
| TP-032?                  |            |                            | 洗脳ゲーム TEKI・PAKI 2                 |
| TP-033                   | 1994年4月  | HANAFRAM                   | おてんきパラダイス（スノーブラザーズ2） |
|                          | 1994年     | サンワイズ                 | パワーキック（メダルゲーム）            |

## かつて在籍していた主なクリエイター

### ゲームデザイナー
- 池田恒基

『ヴイ・ファイヴ』や『BATSUGUN』のゲームデザインを担当。
- 井上淳哉

『ドギューン!!』や『BATSUGUN』のゲームデザインを担当。ケイブに移籍。
- 金子ナンペイ

『フィグゼイト』や『ナックルバッシュ』のゲームデザインを担当。
- 香川友信

タイトーに移籍。後に『逆鱗弾』や『クレオパトラフォーチュン』のゲームデザインを担当。
- 直良有祐

スクウェア・エニックスに移籍。

### サウンドコンポーザー
- 弓削雅稔 - 現・株式会社TATSUJIN 代表取締役。
- 上村建也 - 現・株式会社TATSUJIN マーケティング統括。
- 太田理
- 富沢敏明
- 坂井義達

## 関連企業
- システム東京 - ソフトウェア開発、監視カメラシステム機器の販売を行う東京の企業。同社の元社長だった林泰三が代表を務める。現在でも東亜プランの一部ロゴが使用されている。
- ケイブ - 同社のゲームデザイナーだった高野健一、プログラマーだった池田恒基らが独立して設立。井上淳哉も一時期在籍していた。
- タクミコーポレーション - 同社の元社員だった藤本智秋が独立して設立。
- タムソフト - 同社のプログラマーだった太田俊昭が独立して設立。
- マジックシード - 同社のサウンドコンポーザーだった上村建也が独立して設立。
- ガゼル - 同社の元社員が独立して設立。廃業。なお、井上はケイブに移るまではこちらに在籍していた。
- コンパイル - 武者アレスタの発売を東亜プランが担当するなどの提携関係にあった。和議申請後、一部のスタッフがケイブに移籍。
- ライジング - 東亜プラン倒産直前の一時期、ライセンスを受け継いだとされる。また、一部のスタッフが移籍してきている。後にエイティングに吸収合併される。

## 訳注・出典
1. ↑  ゲームマシン 2002年6月1日号 10年前の主なニュース - アミューズメント通信社
2. ↑  官報平成6年（1994年）8月11日号。破産終結は1997年9月2日。
3. ↑  “『ゲーム天国CruisinMix Special』開発陣が語る『TATSUJIN』とのコラボの経緯とシューティングに対する溢れる想い”.   ファミ通.com（株式会社Gzブレイン） (2018年10月9日). 2018年10月22日閲覧。
4. ↑  “Embracerグループが複数の企業買収合意を発表。『指輪物語』などのミドルアース・エンタープライズのほか、鮫ゲー『Maneater』のTripwireなどを傘下に”. ファミ通.com (2022年8月18日). 2022年9月25日閲覧。
5. ↑  “株式会社TATSUJIN、東京ゲームショウ2023に初出展決定　シューティングゲームに定評のある旧東亜プランの魅力を伝える｜株式会社TATSUJINのプレスリリース”. AtPress (2023年9月14日). 2023年9月14日閲覧。